# キン肉マンの世界における年表
- キン肉マン > キン肉マンの世界における年表
- キン肉マンII世 > キン肉マンの世界における年表

キン肉マンの世界における年表（キンにくマンのせかいにおけるねんぴょう）ではゆでたまごの漫画『キン肉マン』およびその続編『キン肉マンII世』における架空の出来事を年表形式に掲載する。この世界の出来事は現実の時間軸に沿って展開する設定になっており、以下の年代表記は西暦である。
資料によっては年代が異なるケースがあり、そのようなものは明白な間違いでない限り出典を記した上で全てを示す。なお、超人の誕生日に関しては、ジャンプ・コミックス『キン肉マン』58巻初回限定盤付属のカレンダーを参考としている。
また、連載中に設定が変更になるケースがあるため、矛盾点（時間軸の矛盾、出来事のかぶり等）が生じることがある。

## 原始時代
- 50数億年前
  - 神々が超人を粛正するため、カピラリア七光線を放つ。残った優秀な超人たちは、堕天したザ・マン（のちの超人閻魔）により保護され、完璧超人始祖となる。
- 数億年前
  - ゴールドマンとシルバーマンが完璧超人界を離反し、それぞれ悪魔超人と正義超人を作り出す。
- 1億4千万年前
  - 宇宙超人タッグトーナメントが開催される。[1]
- 250万年前
  - 長足ゴンが地球を2万1954周する。
- 100万年前
  - 残虐超人タイラントがクッピン星に侵攻するも、「奇跡の救世主」（正体は完璧超人始祖・弐式シルバーマン）により捕縛される。
- 10万年前
  - クリスタルマンが南極で眠りにつく。
  - 完璧・無量大数軍を追放されたネプチューン・キングがテムズ川の底で冬眠する。
- 1万年前
  - 悪魔超人たちの先祖が地球を征服。捕えた正義超人の奴隷を扱き使い、日本列島に6つの史跡を建造させる。
  - マンモスマン誕生。
- 4000年前
  - スプリングマン誕生。
- 2000年前
  - ベンキマン誕生。
  - ヘラクレス・ファクトリー創立。

## 古代〜近代
- 1533年
  - フランシスコ・ピサロ率いるスペイン軍がインカ帝国に侵攻。ベンキマンの両親を殺害し、ベンキマンに暴行を加え記憶喪失にさせる。
- 1576年
  - 織田信長が超人墓場への侵攻を目論み、安土城を建造する。
- 1582年
  - 信長を危険視した超人閻魔が明智光秀を唆し、本能寺の変が勃発し安土城消失。
- 1613年
  - 悪魔超人たちの瘴気に誘われ、ジェネラル・リブ（巌流島）に呼び寄せられた宮本武蔵と佐々木小次郎が決闘を行う。
- 1707年
  - 宝永大噴火が発生。

## 20世紀初頭
- 1911年
  - ハラボテ・マッスル誕生。
- 1914年
  - キン肉真弓誕生。
- 1920年頃
  - キン肉サダハルがキン肉星を脱走し、地球で完璧超人ネメシスとなる。
  - キン肉タツノリが（マッスルガム宮殿内の反乱分子と結託した）悪行超人に攫われるも、肉のカーテンで三日三晩もの暴行に耐え抜き、自力で脱出する。

## 1940年代
- 第9回超人オリンピックが開催され、キン肉真弓が優勝する。
- 第10回超人オリンピックが開催され、キン肉真弓が優勝する。
- 1948年
  - 第11回超人オリンピックが開催され、ハラボテ・マッスルが優勝する。

## 1950年代
- 1951年
  - キン肉アタル誕生。
- 1952年
  - 8月25日 - ラーメンマン誕生。
- 1954年
  - 9月18日 - ロビンマスク誕生。
- 1959年頃
  - スグル（キン肉マン）が生まれる数か月前、アタルがキン肉真弓らのスパルタ教育に耐え切れず家出する。

## 1960年代
- 1960年
  - 4月1日[2] - キン肉スグル（キン肉マン）・フェニックスマン・パワフルマン・ソルジャーマン・ストロングマン・盗人ジョージがキン肉星第8病院で誕生する。
    - 番外編『キン肉フラッシュの巻』では、キン肉マンはキン肉城で誕生した設定である[3]。

  - 6月30日 - ザ・テリーマンがアメリカテキサス州アマリロの牧場で誕生する。
  - シシカバ・ブーがキン肉星で誕生する。
- 1963年
  - キン肉マンが三輪車で事故を起こし、左脇腹に古傷を負う。
- 1964年 - 1965年
  - キン肉マン・フェニックスマンがキン肉星王立幼稚園に入園する。キン肉マンは入園直後に、両親から豚と間違えられて捨てられ、地球に漂着する。

## 1970年代
- 1970年
  - 1月1日[4] - アレキサンドリア・ミートが誕生する。
- 1972年
  - 第18回超人オリンピックが開催され、ウルドラマンが優勝する。
- 1974年
  - ラーメンマン、香港超人空手トーナメントで優勝[5]。
- 1975年
  - 9月19日[6] - ロビンマスク、祖父グランデよりロビンズ・イコンを授かりストーンヘンジへ行く。
  - 9月22日[7] - ロビンマスク、人間になる。
  - 9月23日[8] - ジョンブルマン死亡、ロビンマスクが超人に戻る。
  - 9月24日[9] - ロビンマスクが、第19回超人オリンピック予選決勝にてギロチン・キングを破り本戦出場を決める。
- 1975年 - 1976年
  - 第19回超人オリンピックが開催され、ロビンマスクが優勝する。
  - カオスがタイムワープに失敗し、記憶を失った状態でがきんちょハウスのマザーに拾われる。
- 1979年
  - 7月[10] - 第20回超人オリンピックが開催され、キン肉スグルが優勝する。
  - 11月13日[11] - 第20回超人オリンピック開会、第一次予選。

## 1980年代
- 1980年
  - ザ・喧嘩男がテームズ川に身投げする。ビッグ・ザ・武道からネプチューンマスクを授かり、ネプチューンマンとなる[12]。
  - 第20回超人オリンピック開催[13]。
  - キン肉マンがアメリカ遠征に出発する。
  - プリンス・カメハメがキン肉マンに48の殺人技を伝授。
  - キン肉マンが超人オリンピックのタイトルを剥奪される。
  - ウルフマンが超人レスラーデビュー。
  - キン肉マンとの戦いでグランドキャニオンに転落したロビンマスクがソビエト連邦に渡り、SKGBを脱走したウォーズマンを弟子入りさせる[14]。
- 1981年
  - 第21回超人オリンピック ザ・ビッグファイト開催[13]。
  - 8月18日[14] - 超人オリンピック ザ・ビッグファイト決勝戦。
  - 11月[15] - 7人の悪魔超人が超人ホイホイから脱出。キン肉マンに挑戦状を叩きつける。
- 1983年
  - 5月1日[16] - キン肉マン&テリーマンのザ・マシンガンズが宇宙超人タッグトーナメントで優勝する。
  - 10月[15] - 宇宙超人タッグトーナメント開催。
- 1984年
  - 脱獄したタイラントがクッピン星を征服するも、シルバーマンの子孫たるキン肉マンに倒される。
  - 10月[15] - キン肉スグルのキン肉星大王即位戴冠式。「運命の5王子」が乱入し、王位争奪サバイバルマッチが開始される。
- 1985年
  - 8月[15] - 姫路城と名古屋城が合体。
- 1987年
  - キン肉マンの王位継承が確定。地球を離れる当日、テリーマンとの世紀の一戦が行われる。[17]
  - キン肉マンが第58代キン肉大王に即位。キン肉星に帰ってから半年後、ビビンバと結婚。[18]
  - ウルフマンが足の負傷を理由に現役引退。
  - 国立競技場でキン肉マンが引退会見を行うも、ロビンマスクとの熱戦の末引退を撤回する。
- 1988-1989年
  - 王位継承戦終結から1年半後、正義超人・悪魔超人・完璧超人の不可侵条約が締結されるセレモニーが開催。
  - 数日後、完璧・無量大数軍が日本に襲来。不可侵条約を焼き捨て、下等超人抹殺を目論み宣戦布告。
  - 正義超人および悪魔超人が完璧・無量大数軍を制し、超人墓場壊滅。完璧超人始祖が壊滅状態に陥る。
  - 完璧超人始祖との対決が終結してから半年後、大魔王サタンの命を受けたオメガ・ケンタウリの六鎗客が地球に侵攻。

## 1990年代
- 1990年
  - 東西ドイツ統一に伴い、ブロッケンJr.が帰国する。
- 199X年
  - キン肉マンが失踪を遂げてから五年後、第1回超人究極チャンピオンシップ開催。

## 2000年代
- 2001年
  - キン肉万太郎がキン肉星で誕生。
  - テリー・ザ・キッドが誕生。
- 2005年
  - 父・ロビンマスクのスパルタ教育に耐え兼ねたケビンマスクが家出。
- 2006年
  - ノーリスペクトがキン肉星に侵攻し650の将兵を殺害する。激戦の末にアタルとザ・ニンジャに捕獲され宇宙超人刑務所に収監される。

## 2010年代
- 2010年
  - テリー・ザ・キッドと魔雲天の息子・暴留渓が一騎打ちを行う。
- 2015年
  - 2月 - キン肉マンが王位についてから28年ぶりに悪行超人が復活。d.m.pを結成し地球に侵攻。伝説超人軍を打ち破り地球で専横を重ねたため、正義超人界は緊急会合を開催。[19]。
  - アンドロメダ星雲レッスル星に、ヘラクレス・ファクトリーが開校される。
  - 開校から3か月の地獄の特訓を経て、ヘラクレス・ファクトリー第1期生として、キン肉万太郎、テリー・ザ・キッド、セイウチン、ガゼルマンらが日本に派遣される。
  - 6月1日 - キン肉万太郎、d.m.pのテルテルボーイとMAXマンを撃破。
  - 6月2日 - キン肉万太郎とミートがナイトメアズとの戦いに向け大阪に向かう。
  - 6月3日 - ナイトメアズの敗北に伴い、悪魔超人軍がd.m.p幹部の麒麟男と屍魔王を襲撃。d.m.p壊滅。
  - 8月〜9月頃、ヘラクレス・ファクトリー入れ替え戦開催。
  - 10月 - ミート、万太郎とキッドにキン肉マンVSテリーマンの幻の一戦の詳細を明かす。
- 2016年
  - 2月 - 一年ぶりに万太郎が帰郷。万太郎の火事場のクソ力修練のためにノーリスペクトが仮出獄する。
  - 10月9日 - 第22回超人オリンピック・ザ・リザレクション開幕。
  - 10月23日 - 第22回超人オリンピック・ザ・リザレクション決勝戦。
  - 12月頃、悪行超人復活から666日を経て悪魔の種子が結成され、ミートが攫われる。
- 2017年
  - 荒川の土手に時間超人が出現し、1983年にタイムワープする。
  - 5月2日 - 日本武道館で宇宙超人委員会主催の超人大顕彰授与式が行われる。
  - 5月7日 - 新世代超人たちが時空船の製造を開始する。
  - 5月10日 - キン肉万太郎ら8超人が1983年にタイムワープする。

## 遥かな未来
- 残虐超人の子孫であるホーラ・アヴェニールが時間超人の開祖となる。
- その数十〜数百年後、サンダーとライトニングが時間超人の集落を襲撃、カオスの両親を含む1500名を殺害し2017年に飛ぶ。
- カオスが7歳の時、復讐のために過去の世界に飛ぶ。